# نوکیا ۲۶۰۰ کلاسیک
نوکیا ۲۶۰۰ کلاسیک یک‌نمونه از گوشی‌های تلفن همراه سری ۲۰۰۰ شرکت نوکیا می‌باشد که توسط همین شرکت به بازار عرضه شده‌است.